# Lacuna (personaggio)
Lacuna è un personaggio dei fumetti pubblicati dalla Marvel Comics, è una mutante, occasionale alleata di X-Force.

## Biografia del personaggio

### Le origini
Woodstock era una ragazza californiana che, insoddisfatta della sua vita, decise, dopo averli visti in TV, di unirsi ai membri di X-Force. Inizialmente, il gruppo era titubante ma i dispetti di Lacuna, che misero in evidenza i suoi poteri, li convinsero, tuttavia, al momento della sua presentazione ufficiale al pubblico, la ragazza non si presentò; infatti ne aveva approfittato per rubare il programma di U-Go Girl ribattezzandolo con il suo nome.

### X-Statix
Dopo aver partecipato ad una parata in onore del gruppo, Lacuna e gli altri membri devono affrontare la morte di U-Go Girl, in particolare la ragazza dovrà consolare Orfano e ci riuscirà permettendogli di apparire nel suo show e annunciare al mondo il nuovo nome del team, scelto in onore della compagna caduta, X-Statix. Quando X-Statix annuncia al mondo l'ingresso di un nuovo membro, Fan Boy (accolto solo per evitare di ucciderlo per aver messo a ferro e fuoco un'intera cittadina), Lacuna vorrebbe approfittarne per rivelare l'identità del ragazzo durante il suo show ma, a causa del parere contrario del gruppo, la ragazza è costretta ad agire di nascosto, usando i suoi poteri; quando Orfano la scopre la costringe a rimediare al danno fatto sbarazzandosi di Fan Boy, Lacuna obbedisce provocandogli un infarto durante la sua prima missione. Dopo una missione con il gruppo, contro Bad Guy, un criminale che aveva distrutto il set del programma di Woodstock e che era dotato di un costume che inibiva i suoi poteri, la ragazza invita in televisione la pop star resuscitata Henrietta Hunter; quando X-Statix giunge sul set, per rispedire Henrietta nell'aldilà, Lacuna prende le sue difese e perora il suo ingresso nel team . Henrietta, nonostante sia odiata dal pubblico, diventa il leader del gruppo; Orfano e Lacuna si incontrano per discutere della situazione ma litigano pesantemente, la ragazza fugge e incontra un agente del governo europeo che le mostra dei documenti che legano il finanziatore del gruppo, Spike Freeman, a Saddam Hussein. Lacuna allora rivela tutto a Orfano, dichiarandogli anche il suo amore, l'eroe parla al resto del gruppo sollevando l'ira di Freeman che minaccia la ragazza; nonostante la brutale reazione di Orfano qualcuno, quella sera, spara a Woodstock. La ragazza viene portata in ospedale, dove i suoi genitori chiedono alla comunità di pregare per la sua salute; in seguito, portata su di una barella sul set del suo programma, verrà apparentemente salvata da un guaritore, in tempo per ospitare in trasmissione il suo compagno Vivisector, guarito dalla sua mutazione dal dr. Alex Finlay.

## Poteri e abilità
Lacuna può creare delle increspature nel flusso temporale che le permettono di muoversi liberamente all'interno di una frazione di secondo mentre tutto il resto rimane congelato nel tempo.